# بورو دراشکوویچ
بورو دراشکوویچ (صربی: Boro Drašković؛ زادهٔ ۲۹ مهٔ ۱۹۳۵) کارگردان فیلم اهل صربستان است.
از فیلم‌ها یا مجموعه‌های تلویزیونی که وی در آن‌ها نقش داشته‌است، می‌توان به زندگی زیباست و دغل‌کار اشاره نمود.